# Алексис (Хесен-Филипстал-Бархфелд)
Алексис Вилхелм фон Хесен-Филипстал-Бархфелд (на немски: Alexis Wilhelm Prinz von Hessen-Philippsthal-Barchfeld; * 13 септември 1828, Бургщайнфурт; † 16 август 1905, Херлесхаузен) е ландграф на Хесен-Филипстал-Бархфелд (1854 – 1905). Той е пруски генерал на кавалерията „à la suite“.

## Биография
Той е син на ландграф Карл фон Хесен-Филипстал-Бархфелд (1784 – 1854) и втората му съпруга принцеса София Поликсена Каролина фон Бентхайм-Щайнфурт (1794 – 1873), дъщеря на княз Лудвиг фон Бентхайм-Щайнфурт (1756 – 1817) и принцеса Юлиана Вилхелмина фон Шлезвиг-Холщайн-Зондербург-Глюксбург (1754 – 1823).
Алексис фон Хесен-Филипстал-Бархфелд се жени в Шарлотенбург на 27 юни 1854 г. за принцеса Мария Луиза Анна Пруска (* 1 март 1829, Берлин; † 10 май 1901, Франкфурт на Майн), дъщеря на принц Карл Пруски (1801 – 1883) и принцеса Мария фон Саксония-Ваймар-Айзенах (1808 – 1877). Бракът е бездетен. Те се развеждат на 6 март 1861 г.
Алексис фон Хесен-Филипстал-Бархфелд умира на 76 години на 16 август 1905 г. в Херлесхаузен в дворец Августенау.